# Synagogue d'Arcachon
La synagogue d'Arcachon est un édifice religieux juif situé 36 avenue Gambetta à Arcachon, en région Nouvelle-Aquitaine.

## Histoire
La construction de la synagogue est financée par l'industriel Daniel Iffla, mécène bordelais excentrique qui se fait appeler Osiris. Elle est inaugurée le 21 décembre 1879, à l'occasion du mariage de la nièce d'Osiris, la cantatrice Emma Moyse, avec Sigismund Bardac,. Osiris fait don du bâtiment au Consistoire régional israélite de Bordeaux, membre du Consistoire central israélite de France.
Le lieu choisi est stratégique, dans la rue menant de la jetée Thiers à la gare d'Arcachon. En 1895, Daniel Iffla fait aussi construire la villa Alexandre-Dumas dans la Ville d'Hiver, 1 allée Brémontier à Arcachon, à 10 minutes à pied de la synagogue.
Lors de la rafle du 10 janvier 1944, organisée par le fonctionnaire français Maurice Papon, 12 juifs d'Arcachon sont arrêtés. Ils sont détenus à la grande synagogue de Bordeaux puis conduit en train le lendemain, avec 305 autres juifs du département de la Gironde au camp de Drancy, avant d'être déportés vers un camp d’extermination nazi où ils sont assassinés. Le débarquement de Normandie arrive moins de six mois plus tard.
En 2004, l'édifice est inscrit au titre des monuments historiques de France. Il est rénové en 2011. Les services religieux ont lieu toute l'année. Depuis 2012, le rabbin est Eric-Meyer Aziza, engagé dans le dialogue interreligieux et secrétaire général du comité national de l'Amitié judéo-chrétienne de France,.

## Architecture
L'architecte de la synagogue est Ferrand Stanislas. De plan rectangulaire, elle reprend le style classique synagogal du XIXe siècle.
À l'intérieur, l'arc de l'arche sainte (bimah ou tebah) est en plein cintre et retombe sur des chapiteaux éclectiques d'inspiration toscane et à décor de besants. L'arc porte à la clé, en saillie, les tables de la Loi. La tebah est au milieu de la nef, dans le respect de la tradition juive séfarade. Depuis le décret de l'Alhambra en 1492, se sont installés des Juifs dits portugais en France, en particulier dans le Sud-Ouest. Ils acquièrent une reconnaissance civile par les lettres patentes de 1723.
Sur la façade, la partie haute du pignon présente une table rentrante cantonnée de deux pilastres sur laquelle est gravée la phrase « Tu aimeras ton prochain comme toi-même », tiré du livre de Lévitique, 19, 18. C'est un verset fréquemment cité par Jésus dans les Évangiles, et donc un clin d’œil à la communauté chrétienne de la ville, soulignant ainsi la proximité des deux religions. Au-dessus s'ouvrent une représentation classique des tables de la Loi, avec les deux premiers mots en hébreu de chacune des règles du Décalogue. Les deux tables portent en en-tête les initiales « R. F. » pour République française, affirmant le soutien au jeune régime républicain de la Troisième République. De part et d'autre de la porte d'entrée, sur les trumeaux, sont fixées deux autres tables de la Loi.

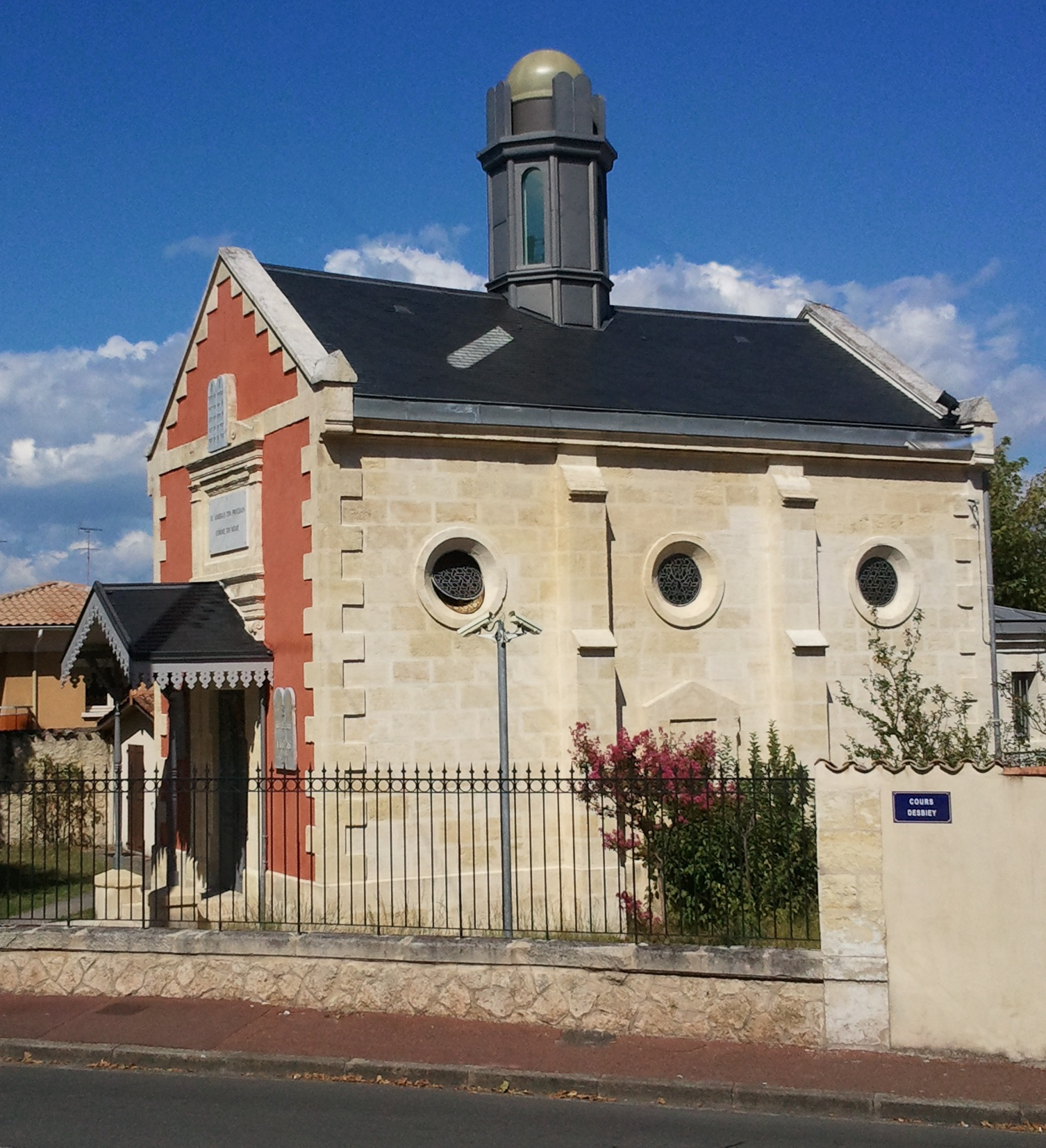
Vue de profil de la synagogue d'Arcachon.
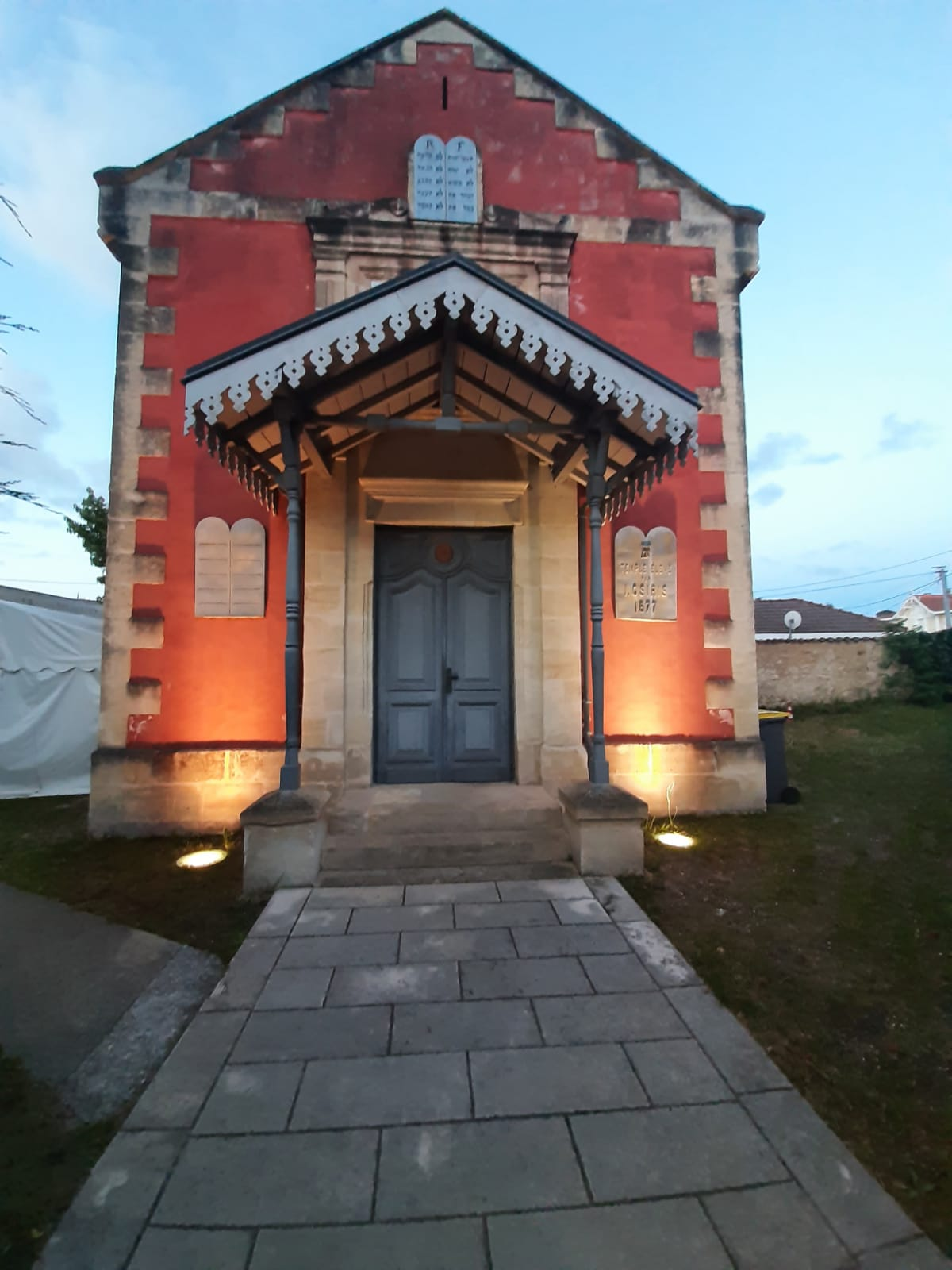
La synagogue éclairée la nuit.
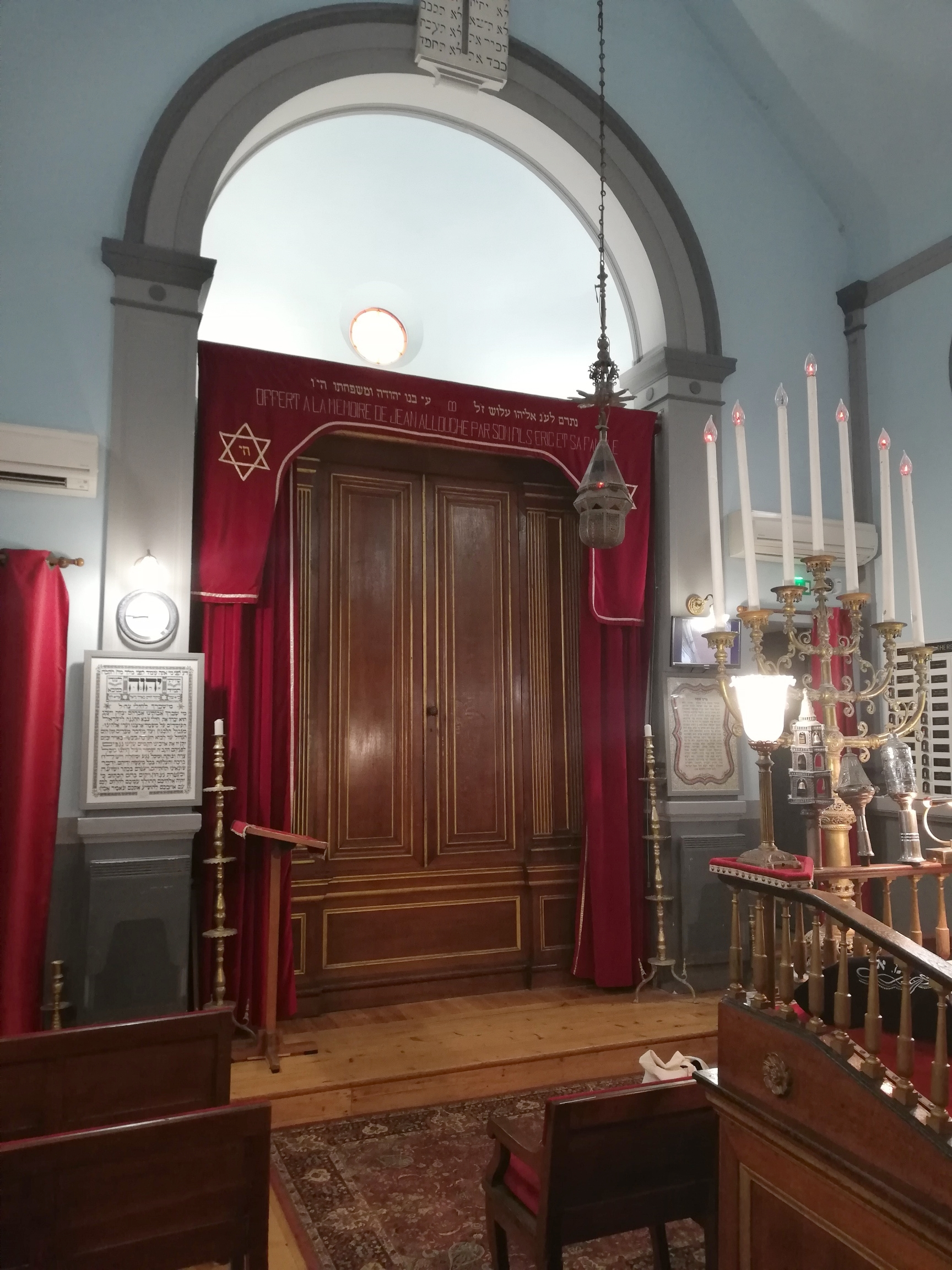
L'Arche Sainte.
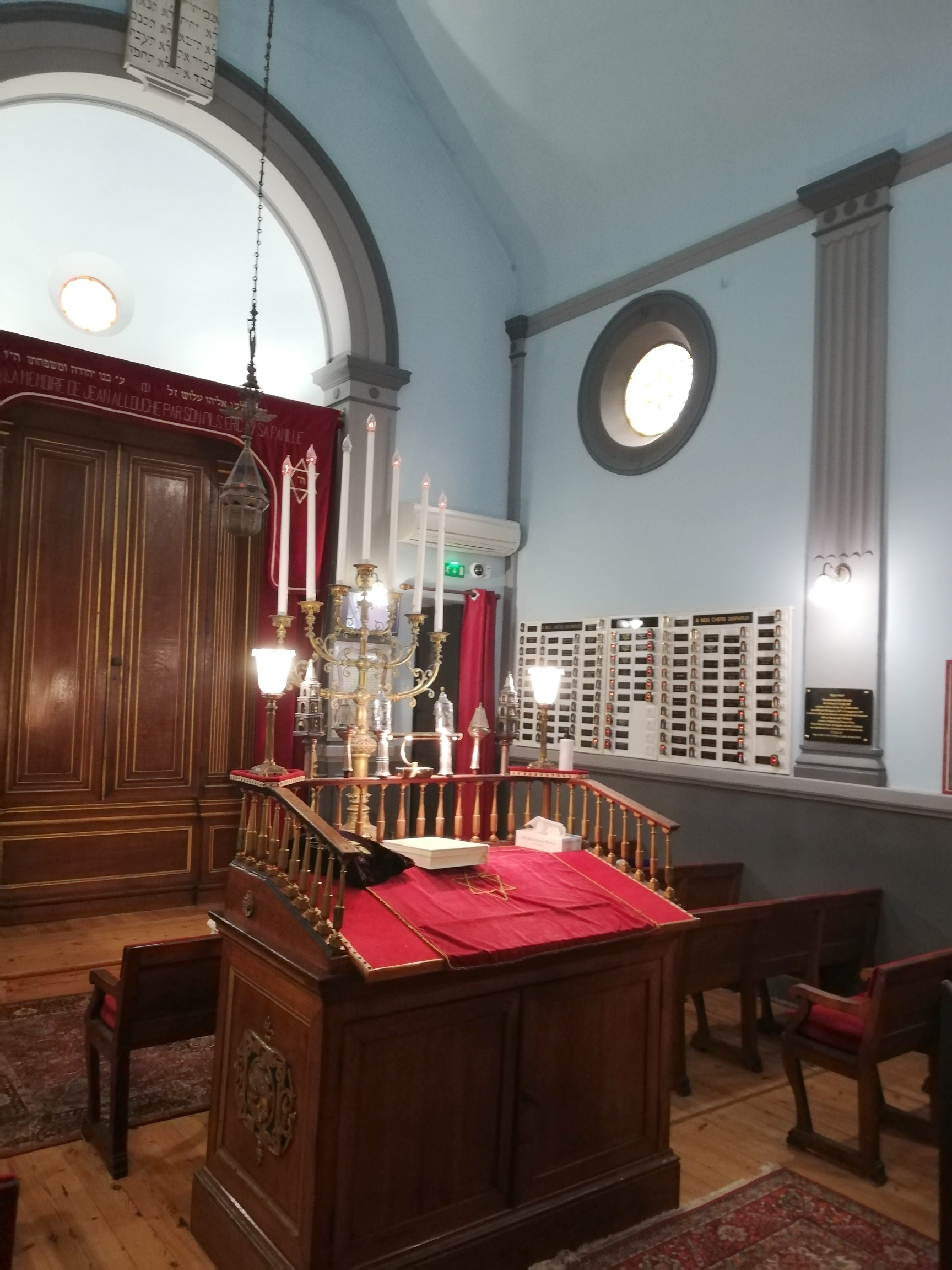
La Bimah.